# Eupithecia aphanes
Eupithecia aphanes es una especie de polilla de la familia Geometridae. La especie fue descrita por primera vez por Alfred Jefferis Turner habiendo sido descrita en 1941, y nombrada Tephroclystia aphanes. Es una de más de 1300 especies de geométridos con distribución en Australia. El sintipo de la especie fue descrita en los alrededores de Toowoomba, Queensland. Es una polilla pequeña con una envergadura de 17 a 18 milímetros (0,7 a 0,7 plg). Su cabeza, antenas y los palpos son gris oscuro, igual el tórax y abdomen. Las patas, por el contrario, son blanco grisáceo.